# JPEG XL
JPEG XL — не требующий отчислений формат файлов растровой графики, который поддерживает сжатие как с потерями, так и без потерь. Он призван превзойти существующие растровые форматы и, таким образом, стать их универсальной заменой.

## Название
- JPEG — Joint Photographic Experts Group, Объединённая группа экспертов по фотографии — комитет, разработавший этот формат.
- X — часть названия нескольких стандартов JPEG с 2000 года: JPEG XT[англ.], JPEG XR, JPEG XS[англ.].
- L — Long-term (долгосрочный), потому что намерение авторов формата в том, чтобы заменить JPEG на столь же долгий срок[6].

## Особенности
- Улучшенная функциональность и эффективность по сравнению с традиционными графическими форматами (например, JPEG, GIF и PNG);
- Размеры изображения могут составлять более миллиарда (230−1) пикселей по каждой стороне[7];
- До 4100 каналов (полутоновых или RGB), дополнительный альфа-канал и до 4096 «дополнительных» каналов[7];
- Прогрессивное декодирование (по разрешению и точности);
- Транскодирование файлов JPEG без дальнейших потерь данных с уменьшением размера примерно на 20 % и возможностью восстанавливать исходный JPG;
  - Файлы JPEG с цветовым пространством CMYK не поддерживаются для перекодирования, но они очень редки[8];
  - Транскодирование в прогрессивный формат JPEG XL поддерживается спецификациями, но ещё не реализовано в эталонном ПО[9];
- Кодирование без потерь любого канала, включая альфа-канал;
- Поддержка как фотографических, так и синтетических изображений;
- Поддержка большого диапазона битрейтов с плавным ухудшением качества: потеря качества не такая резкая, как в старых форматах;
- Перцепционно оптимизированный эталонный кодер, использующий перцепционное цветовое пространство, адаптивное квантование и консервативные настройки по умолчанию;
- Поддержка широкой цветовой гаммы и HDR: в JPEG XL встроена поддержка различных цветовых пространств, кривых передачи и высокой яркости экрана;
- Поддержка анимированного контента;
- Эффективное кодирование и декодирование без специального оборудования;
  - В частности, JPEG XL примерно так же быстро кодируется и декодируется, как старый JPEG с использованием libjpeg-turbo, и на порядок быстрее кодируется и декодируется по сравнению с HEIC и x265[7]. Кроме того, он распараллеливаемый.
- Royalty-free формат с эталонной реализацией с открытым исходным кодом[10].

## Технические детали

Схема архитектуры кодека JPEG XL

JPEG XL основан на идеях формата PIK от Google и формата FUIF от Cloudinary (который был, в свою очередь, основан на FLIF).
Формат в основном основан на двух режимах кодирования:
- VarDCT (дискретное косинусное преобразование (ДКП) с переменным размером блока) — использует тот же алгоритм ДКП, что и JPEG, но блоки вместо ограничения 8x8 имеют различные размеры (от 2x2 до 256x256), неквадратные формы (например, 16x8, 8x32, 32x64) или могут использовать другие преобразования (AFV, Hornuss).
- Модульный — отвечает, среди прочего, за эффективное кодирование контента без потерь. Этот режим используется для сохранения полей адаптивного квантования, дополнительных каналов (например, альфа-канала, карты глубины, теплового канала, плашечных цветов и т. д.) и коэффициентов децимации (изображение с пониженной частотой дискретизации 1:8) режима VarDCT. Он также допускает сжатие с потерями с помощью модифицированного преобразования Хаара (называемого «squeeze»), которое имеет прогрессивные свойства: качество изображения растёт с увеличением объёма загружаемых данных. Одним из способов постепенной загрузки изображений на основе VarDCT является сохранение коэффициентов децимации VarDCT с модульным «сжатием», благодаря чему оба режима работают в тандеме.

В обоих режимах может помочь раздельное моделирование конкретных особенностей изображения, неизвестных в других кодеках на момент создания формата:
- сплайны[англ.] для кодирования, например, волос;
- повторяющиеся «участки», такие как текст, точки или спрайты,
- синтез шума (поскольку шум трудно кодировать в обоих основных режимах, лучше оценить его значение в кодере, сохранить его, а затем восстановить шум в декодере).

Режимы с потерями обычно используют цветовое пространство XYB, полученное из LMS.
JPEG XL также может без потерь повторно кодировать уже существующие файлы JPEG, напрямую копируя коэффициенты блоков DCT JPEG в блоки 8x8 VarDCT в JPEG XL, что делает возможным меньший размер файла за счёт лучшего энтропийного кодирования. Ранее существовал отдельный режим, специализирующийся именно на этом, называемый Brunsli, который был отделён от VarDCT и модульным, но он был отменён, чтобы упростить спецификацию и сделать декодер меньше на 20 %.
По умолчанию используется параметр, визуально близкий к значению без потерь, который по-прежнему обеспечивает хорошее сжатие.
Анимированные (многокадровые) изображения не выполняют расширенное межкадровое предсказание, хотя доступны некоторые рудиментарные инструменты межкадрового кодирования:
- фреймы могут быть меньше полного размера холста, оставляя другие пиксели нетронутыми;
- фреймы поддерживают несколько режимов наложения в дополнение к замене предыдущих фреймов, такие как сложение и умножение[15];
- можно запомнить до четырех кадров[16] и ссылаться на них в более поздних кадрах[17].

## Программное обеспечение

### Реализация кодека
- JPEG XL Reference Software (libjxl)
  - лицензия: New BSD License (раннее Apache License 2.0)
  - содержит (среди прочего):
    - кодировщик cjxl
    - декодировщик djxl
    - быстрый кодировщик fjxl только с режимом без потерь
    - инструмент для сравнительного анализа скорости и качества кодеков изображений benchmark_xl
    - GIMP и Gtk pixbuf плагин file-jxl
- J40: Независимый, автономный декодер JPEG XL
  - лицензия: MIT License без указания авторства
  - Библиотека с одним заголовком C99 (без зависимостей)
  - «XL» римскими цифрами обозначает 40, отсюда и название
- libjxl-tiny: более простая реализация кодера JPEG XL, предназначенная для фотоизображений без альфа-канала
  - лицензия: New BSD License
- jxlatte: декодер JPEG XL на Java
  - лицензия: MIT License
- jxl_decode: декодер JPEG XL на языке Python
  - лицензия: MIT License
- jpeg-xl-encode: PHP-оболочка JPEG XL для кодировщика
  - лицензия: MIT License
- hydrium: быстрый потоковый кодер JPEG XL со сверхнизким потреблением памяти, написанный на портативном C
  - лицензия: BSD License
- jxl-oxide: небольшой декодер JPEG XL, полностью написанный на Rust
  - двойная лицензия: MIT License и Apache License 2.0

### Официальная поддержка
- ImageMagick[18] — набор инструментов для обработки растровой графики
- XnView MP[19] — просмотрщик и редактор растровой графики
- Affinity Photo[20] — редактор растровой графики
- GIMP[21] — редактор растровой графики; доступен плагин для GIMP 2.10
- Krita[22] — редактор растровой графики
- Paint.NET 5.1.5 и новее[23] — редактор растровой графики
- gThumb[24] — бесплатный просмотрщик изображений в Linux
- IrfanView[25] — бесплатный просмотрщик и редактор изображений для Windows; через официальный плагин
- ExifTool[26] — редактор метаданных
- Adobe Lightroom Classic — редактор растровой графики и «проявки» RAW-снимков[27]
- ImageGlass — просмотрщик и редактор растровой графики
- Apple Inc.
  - iOS/iPadOS[28] — мобильная ОС версии 17 и новее — общесистемное чтение, включая Files и Photos
  - macOS[28] — ОС, начиная с macOS Sonoma версии 14 и новее — чтение в Finder и Preview
  - visionOS (предполагается)
  - watchOS версии 10 и новее
  - Safari[29] — веб-браузер версии 17 и новее через движок WebKit
- FFmpeg
- Фотографии[30] — в версии 2025.11030.20006.0 и новее

### Неофициальная поддержка
- Приложения Qt / KDE[31] — через плагин
- Microsoft Windows[32] — через плагин для WIC[англ.], позволяет просматривать файлы в Средстве просмотра фотографий Windows, в приложении Фотографии, Проводнике и т. д.
- macOS[33] (Ventura и ранее) — через автономное приложение и плагин быстрого просмотра

### Предварительная поддержка
- Firefox[34] — веб-браузер; в тестировании. Поддержка включается через экспериментальные настройки в Firefox Nightly[35] или через аддон[36] в основной версии.
- Chromium[37] — веб-браузер; был в тестировании с 1 апреля 2021. 9 декабря 2022 поддержка была удалена[38], однако, пользователи продолжают настаивать на включении поддержки нового формата[39].
- Edge — веб-браузер; экспериментальная поддержка осуществлялась в версиях 91-109, начиная с версии 110 была удалена.[40]

## История
В 2017 году JTC1/SC29/WG1 (JPEG) объявила конкурс предложений по JPEG XL — стандарту кодирования изображений следующего поколения.
Формат файла (битовый поток) был заморожен 25 декабря 2020 года и официально стандартизирован 13 октября 2021 года. Любой файл, соответствующий этому стандарту, гарантированно может быть декодирован во всех будущих версиях.

## Статус стандартизации
| Общепринятое название | Часть   | Дата первого публичного выпуска (Первое издание) | ISO/IEC Number       | Formal Title                                                                   |
| --------------------- | ------- | ------------------------------------------------ | -------------------- | ------------------------------------------------------------------------------ |
| JPEG XL               | Часть 1 | 30 марта 2022                                    | ISO/IEC FDIS 18181-1 | Система кодирования изображений JPEG XL. Часть 1. Базовая система кодирования  |
| JPEG XL               | Часть 2 | 13 октября 2021                                  | ISO/IEC 18181-2      | Система кодирования изображений JPEG XL. Часть 2. Формат файла                 |
| JPEG XL               | Часть 3 | 3 октября 2022                                   | ISO/IEC DIS 18181-3  | Система кодирования изображений JPEG XL. Часть 3. Тестирование на соответствие |
| JPEG XL               | Часть 4 | 5 августа 2022                                   | ISO/IEC DIS 18181-4  | Система кодирования изображений JPEG XL. Часть 4. Эталонное ПО                 |

### Комментарии
1. ↑  Noise synthesis is an exception, as it's also featured in AVIF created before JPEG XL.[12]